# Limba istroromână

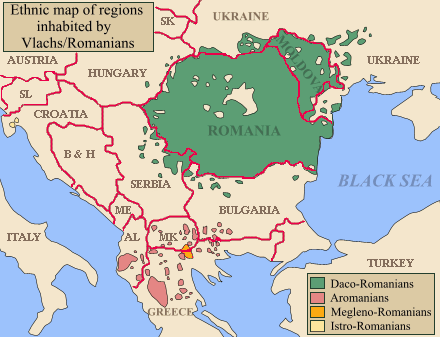
Răspândirea românilor. Istroromânii sunt ramura localizată cel mai la vest.

Istroromâna este, după unii lingviști, o limbă distinctă aparținând subgrupului de est al limbilor romanice, vorbită de istroromâni. Alți lingviști consideră însă că acest idiom este un dialect al limbii române, celelalte fiind cel dacoromân, cel aromân și cel meglenoromân. Radu Flora are o opinie aparte față de cele două grupuri, afirmând că instroromâna este un grup de graiuri ale dialectului dacoromân.
La începutul secolului al XXI-lea, istroromâna mai era vorbită în opt sate din nord-estul peninsulei Istria, în partea de nord a Mării Adriatice, în Croația. Acestea sunt Jeiăn (în transcrierea istroromânei de către August Kovačec Žei̯ân, în croată Žejane), la nord-est de muntele Učka, și în alte șapte sate și cătune la sud de acest munte. Mai erau vorbitori răspândiți în orașe din Croația și în emigrație, mai ales în Europa Occidentală, Statele Unite ale Americii, Canada și Australia.
Denumirea de istroromână este o creație a lingviștilor. Vorbitorii ei o denumesc neunitar: cei de la sud de muntele Učka spun că vorbesc vlåșca limba sau vlåșki „vlăhește”, iar cei din Žei̯ân – žei̯ånsca limba sau žei̯ånski „jeiănește”.
Fiindcă istroromânii au fost încă din Evul Mediu într-un proces treptat de asimilare, iar limba lor nu a fost folosită în scris de vorbitorii ei, aceasta este puternic influențată de limba croată, fiind considerată de UNESCO în pericol grav. În prezent există unele acțiuni de salvare și păstrare a limbii istroromâne, desfășurate de către asociații culturale, cu un oarecare sprijin din partea autorităților.

## Numărul vorbitorilor
Vorbitorii de istroromână au figurat rar ca atare în statistici, de aceea numărul lor a fost totdeauna mai mult estimat. Înainte de secolul al XIX-lea ar fi fost circa 10.000. În prezent se estimează că mai sunt în satele lor natale 150 de vorbitori fluenți de istroromână, care au învățat limba de la părinți. Poate mai sunt de două sau de trei ori pe atâția în orașe și încă câteva sute în afara Croației: Europa, Statele Unite ale Americii, Canada, Australia. Toți aceștia sunt de vârstă mijlocie sau bătrâni. Transmiterea limbii de la părinți la copii practic a încetat la generațiile născute în anii 1950-1960. Puținii vorbitori mai tineri (în jur de 30 de ani) au învățat-o de la bunici ca a doua sau a treia limbă.
Istroromânii și limba lor nu sunt prezenți ca atare în datele recensămintelor, dar ar putea fi printre cele referitoare la români. Astfel, în 2011, pe toată Croația s-au înregistrat 955 de persoane cu limba maternă română, dar nu se poate ști câte din acestea sunt băieși, care au ca limbă maternă dacoromâna. În județul Istria se declară cu limba maternă română 70 de persoane și cu cea vlahă 6, iar în județul Primorje-Gorski Kotar, unde este satul Žei̯ân – 40 cu limba română.
Faptul că vorbitorii de istroromână erau mai numeroși este dovedit de toponimie. Dintre satele în care trăiesc și azi istroromâni, unele au nume numai sau și istroromâne, precum Sukodru (Sucodru, în croată Jesenovik), Kostârčån (Costârcean, în croată Kostrčani), dar sunt mai multe cu asemenea nume cele în care nu se mai vorbește istroromâna: Floričići, Jerbulišće, Katun, Kature, Fečori, Kerbune. O întreagă regiune din nordul Istriei, aflată majoritar pe teritoriul Croației și parțial în Slovenia se numește Ćićarija, de la numele Ćići, unul dintre cele date istroromânilor de către croați. Toponime istroromâne se mai găsesc și pe insula Krk, unde vorbitorii s-au asimilat încă din prima jumătate a secolului al XIX-lea: Fintira (cf. „fântână”), Sekara.

## Istorie externă
În general se admite că istroromâna este ultima care s-a desprins din protoromână, dar sunt controversate locul și perioada în care a avut loc aceasta.
Se disting două teorii dominante. Conform celei a lui Ovid Densusianu, istroromânii ar fi originari din sud-vestul Transilvaniei și din Banat, de unde ar fi plecat în secolul al X-lea. Își bazează teoria pe trăsături de limbă, de exemplu rotacismul lui [n] intervocalic simplu ([n] > [r]), în cuvintele de origine latină, ca în graiul moților. Această teorie este îmbrățișată și de alți cercetători.
De altă părere este Sextil Pușcariu, care afirmă originea sud-dunăreană a istroromânilor, plasând locul desprinderii lor de ceilalți români în Serbia actuală, dar admițând că erau în contact cu dacoromânii din vest. El consideră că separarea s-a petrecut în secolul al XIII-lea. Cu deosebiri în privința locului exact, teoria lui Pușcariu este adoptată și ea de mai mulți cercetători.
În afară de aceste două teorii mai există și una intermediară, cea a Elenei Scărlătoiu, conform căreia istroromânii provin din mai multe „nuclee” din centrul, vestul și nord-vestul Transilvaniei, precum și din sudul Dunării, mai ales din regiunea Timok-Prizren.
Istroromâna a fost totdeauna o limbă orală în esență. Atestările ei au apărut transcrise mai întâi de cărturari care s-au interesat de istroromâni, apoi de către lingviști care au cules rugăciuni, cântece, basme și alte texte narative, zicători și proverbe.
Prima atestare a istroromânei apare într-o istorie a orașului Triest din 1698, scrisă de călugărul triestin Ireneo della Croce. Acesta menționează endonimul de rumeri folosit pe atunci de istroromâni, și dă o listă de 13 substantive singure, 8 substantive cu determinant și 2 propoziții din limba lor, cu traducerea în latină.
În 1819, Ivan Feretić, un preot din insula Krk, transcrie două rugăciuni în „româna din Krk”. Acestea sunt primele texte considerate că atestă istroromâna.
Următoarele atestări sunt o snoavă și o variantă a fabulei Greierele și furnica, culese de eruditul istrian Antonio Covaz și publicate în 1846, împreună cu traducerea lor în latină și italiană.
În 1856 sunt publicate trei rugăciuni în istroromână, printre care Tatăl nostru, într-o revistă din Slovenia.
Cercetătorii sunt cei care transcriu și publică cele mai multe texte orale, pe care lingviștii lucrează pentru descrierea limbii.
Prima lucrare literară cultă apare în 1905, rămânând și unica până la cele câteva din anii 1990 și de după 2000.
Nefiind scrisă, istroromâna nu a putut fi nici limbă de învățământ. Singura perioadă în care a fost folosită astfel în paralel cu româna stadard au fost anii 1921-1925, când a existat o școală înființată de istroromânul Andrei Glavina.

## Situația actuală
Limba istroromână este pe cale de dispariție, ceea ce este reflectat de prezența ei în Atlasul UNESCO al limbilor din lume în pericol.
Începând cu anii 1990 s-au întreprins unele acțiuni de salvare a istroromânei. Fiind semnatară din 1997 a [[Carta Europeană a Limbilor Regionale sau Minoritare|Cartei europene a limbilor regionale sau minoritare, Croația este invitată de către Consiliul Europei să ia măsuri pentru protejarea istroromânei. În cadrul relațiilor bilaterale cu guvernul croat, guvernul României se implică de asemenea în oarecare măsură în acest sens.
Într-adevăr, în Croația se iau unele măsuri pentru păstrarea istroromânei. Pe plan central, ea este înscrisă pe Lista bunurilor culturale nemateriale protejate ale Croației, listă ce face parte din Registrul bunurilor culturale, în baza Legii privitoare la protejarea și păstrarea bunurilor culturale. Pe plan local, Statutul județului Istria, adoptat în 2009, prevede că în acest județ se acționează pentru păstrarea dialectelor locale, printre care și a istroromânei. Prin hotărârea Consiliului acestui județ, la școala gimnazială „Ivan Goran Kovačić” din Čepić se promovează istroromâna, din care cauză are un regim special, adică poate să nu îndeplinească reglementările privitoare la numărul elevilor. Astfel, în planul de învățământ pe anul școlar 2022-2023 sunt prevăzute 70 de ore pe an, câte două pe lună, de activități extracuriculare de predare a istrorumunjski jezik „limbii istroromâne” și de alte activități legate de tradițiile istroromâne, cu doi profesori.
Ministerul Culturii croat, consiliile celor două județe în care se vorbește istroromâna și două consilii locale sprijină un proiect, Očuvęj vlåška ši žejånska limba (Păstrarea limbii vlăhești și jeiănești) inițiat în 2005 de lingvista Zvjezdana Vrzić de la Universitatea din New York, împreună cu emigranți istroromâni din S.U.A., și extins în 2007 la Croația, prin includerea Muzeului Etnografic din Istria, apoi, din 2011, a trei asociații culturale ale istroromânilor.
Alte două asociații din afara Croației acționează în același sens: Asociația de prietenie italo-română „Decebal” din Triest, prezidată de Ervino Curtis, înființată încă din 1987, și Asociația culturală istroromână „Andrei Glavina” de la Roma, înființată în 1994 de către Petru Emil Rațiu.
Alte acțiuni sunt întreprinse prin intermediul site-ului Istro-Romanian Community Worldwide al Marisei Ciceran, pentru publicarea a numeroase materiale de tot felul legate de istroromâni și de limba lor.

## Varietăți regionale
Fiecare sat istroromân își are graiul său, cu mici deosebiri între cele din sudul masivului muntos Učka, și relativ mari între acestea și cel din Žei̯ân, din cauza muntelui care a izolat timp îndelungat cele două zone. Există deosebiri fonetice, morfologice (de exemplu păstrarea exprimării sintetice a genitiv-dativului în Žei̯ân și dispariția ei în sud) și lexicale. Sunt circa 300 de unități lexicale care nu sunt comune pentru sud și Žei̯ân  (vezi detalii despre diferențele dialectale în secțiunile următoare).

## Scriere și pronunțare
Aproape fiecare cercetător a transcris în mod diferit istroromâna. În prezent este folosită mai mult grafia lui Kovačec, adoptată de asemenea de către Richard Sârbu și Vasile Frățilă, inspirată în mare parte din cea a lui Pușcariu, și cu elemente din grafia limbii croate. Vrzić propune o grafie mai apropiată de cea a croatei, numai cu trei litere care nu sunt în aceasta. Această grafie este destinată vorbitorilor, aceștia fiind școlarizați în croată, și celor care vor să învețe limba. Iată grafemele diferite de cele din româna standard cel puțin în una din aceste grafii:
| AFI                                       | Română  | Istroromână  | Istroromână |
| ----------------------------------------- | ------- | ------------ | ----------- |
| AFI                                       | Română  | Kovačec 1998 | Vrzić 2009  |
| [ɒ]/[wɒ]                                  | –       | å            | å           |
| [ǝ]/[ɨ]                                   | ă, î, â | â            | â           |
| [k] înaintea altor vocale decât e, ę și i | c       | c            | k           |
| [k] înaintea lui e, ę și i                | ch      | k            | k           |
| [t͡ʃ] înaintea lui e, ę și i               | c       | č            | č           |
| [d͡z]                                      | –       | d̦            | dz          |
| [ε]/[e̯a]                                  | –       | ę            | ę           |
| [g] înaintea lui e, ę și i                | gh      | g            | g           |
| [ɣ]                                       | –       | ɣ            | g           |
| [d͡ʒ] înaintea lui e, ę și i               | g       | ǧ            | đ           |
| [j]                                       | i       | i̯            | j           |
| [ʒ]                                       | j       | ž            | ž           |
| [ʎ]                                       | –       | ľ            | lj          |
| [ɲ]                                       | –       | ń            | nj          |
| [ŋ]                                       | n       | ŋ            | n           |
| [ʃ]                                       | ș       | ș            | š           |
| [c]                                       | –       | t″           | ć           |
| [t͡s]                                      | ț       | ț            | c           |
| [w]                                       | u       | ṷ            | u           |

Istroromâna prezintă unele particularități de pronunțare față de cea a românei standard (în transcrierea lui Kovačec):
- Litera å redă, în funcție de sunetul dinaintea sa, uneori vocala [ɒ] (de exemplu în čåsta „acesta, aceasta”), alteori un diftong ([wɒ]), de exemplu în cårle „care”. Această vocală este totdeauna accentuată, și diftongarea ei este mai sistematică în graiul din nord, cel de la Žei̯ân, decât în graiurile din sud.
- Litera ę redă, în funcție de sunetul dinaintea sa, uneori vocala [ε] (de exemplu în Șcužę-m, „Scuză-mă”), alteori diftongul [e̯a]: vedę „a vedea”. Și în cazul acestei vocale, diftongarea este mai pregnantă în Žei̯ân.
- Vocalele [ǝ] și [ɨ] nu se disting net, auzindu-se când una, când alta, când o vocală intermediară, de aceea Kovačec și Vrzić le transcriu cu aceeași literă, â.
- Există trei consoane palatale, care se găsesc și în graiul maramureșean:

[ʎ] (cf. „lemn” în Maramureș), de exemplu în l’epur „iepure”;
[ɲ] (cf. „neam”), de exemplu în ńivę „câmp”;
[c] (cf. „teacă”), de exemplu în t″åro „foarte”.
- Două consoane sunt foarte rare în istroromână, fiind prezente numai în împrumuturi:

[d͡z] în d̦ero „zero”;
[d͡ʒ] în Ǧermanii̯e „Germania”.
Unele sunete din latină au evoluat diferit în română și în istroromână:
| Latină                                   | Română                          | Istroromână                       |
| ---------------------------------------- | ------------------------------- | --------------------------------- |
| [a] neaccentuat final: LINGUA >          | închidere mai mare: limbă       | închidere mai redusă: limbę       |
| [e] accentuat: FERRUM >                  | diftongare: fier                | fl’er                             |
| [i] accentuat: LIGAT >                   | diftongare: leagă               | lipsa diftongării: lęgę           |
| [o] accentuat: NOCTEM >                  | diftongare: noapte              | lipsa diftongării: nopte          |
| [kl]: CLAMARE >                          | căderea lui [l]: chema          | palatalizarea lui [l]: cl’emå     |
| [gl]: *GLEMUS >                          | căderea lui [l]: ghem           | palatalizarea lui [l]: gl’em      |
| [n] intervocalic simplu: BENE >          | neschimbat: bine                | rotacism: bire                    |
| [mn]: SCAMNUM >                          | scaun                           | scånd                             |
| [nv]: *INVITIARE >                       | învăța                          | ânmețå                            |
| [l] + consoană: ALBUM >                  | neschimbat: alb                 | căderea lui [l]: åb               |
| [ll] + desinență la singular: VITELLUS > | [l] simplu: vițel               | căderea lui [ll]: vițe            |
| [gw] + [e] sau [i]: SANGUEM >            | africatizarea lui [g]: sânge    | fricativizarea lui [g]: sânže     |
| [g] + [e] sau [i]: GENUC(U)LUM >         | africatizarea lui [g]: genunchi | fricativizarea lui [g]: žeruŋclʼu |

Alte particularități comune graiurilor sunt:
- uneori, căderea lui [a] inițial neaccentuat: (a)flå vs. „a afla”;
- lipsa lui [j] după consoană la sfârșit de cuvânt: omir vs. „oameni”;
- lipsa diftongilor descendenți cu [w]: av dat vs. „au dat”;
- vocală + [v] vs. vocală + [u]: avzi vs. „a auzi”.

Unele particularități sunt specifice câte unui grai:
- În graiul din Șușnievița există tendința de a nu se distinge [s] de [ʃ]. Astfel, numele satului este pronunțat aici Șușńevițę sau Sușńevițę. De asemenea, spre deosebire de celelalte graiuri, în acesta, în loc de [t͡ʃ] se pronunță [t͡s], iar în loc de [ʒ] – [z]: țer, fețor, sânze, zeruŋclʼu, zos.
- În graiul din Žei̯ân, /g/ se realizeză de cele mai multe ori ca [ɣ].
- Tot în Žei̯ân, în loc de [ε]/[e̯a] la sfârșitul femininelor, se pronunță [a], ceea ce face ca, fără un context adecvat, să nu se distingă la feminin singular forma cu articol hotărât de cea nearticulată: limba înseamnă și „limbă”, și „limba”.

## Gramatică
Structura gramaticală a limbii istroromâne diferă întrucâtva de cea a românei, în principal din cauza influenței croate.

### Morfologie
În morfologie se remarcă nu numai influența croatei, ci și diferențele dintre graiurile din sud, pe de o parte, și cel din Žei̯ân, pe de altă parte.

#### Substantivul
În privința genului substantivelor se observă că neutrul ca în română (ambigen) s-a păstrat numai în sud: un zid – do zidure „un zid – două ziduri”. În Žei̯ân, neutrele au trecut la masculin, dar pot avea desinența specifică de neutru plural: doi̯ zidure. Pe de altă parte, în acest grai sunt împrumutate substantive neutre din croată fără adaptare la sistemul propriu al genurilor (exemplu: srebro „argint”).
În formarea pluralului există mai multe particularități:
- Dispariția lui [j] după consoană finală de cuvânt provoacă exprimarea pluralului la masculin numai prin schimbarea consoanei finale sau a celei dinaintea lui e de la singular, sau/și a vocalei din rădăcina cuvântului: ån – åń, fråte – fråț, šårpe – šerp, muľåre – muľer „femei”. La cuvintele în care nu este alternanță vocalică și consonantică, acest fenomen provoacă identitatea formei de plural cu cea de singular: lup – lup.
- Au formă unică la singular și plural și substantivele terminate în -l’e, -ńe, -če, -șe, -že: fil’e „fiică, fiice”.
- La substantivele masculine terminate la singular în -u, pluralul se exprimă cu -i vocalic: ocľu – ocľi „ochi”.
- Desinența de plural -ure s-a extins de la neutru la unele masculine: lup poate avea și forma lupure „lupi” la plural.
- Consoana l’ a căzut de la sfârșitul cuvintelor la singular, devenind desinența de plural: vițe „vițel” – vițel’ „viței”.
- În graiurile din sud alternează desinența -ę la feminin singular cu -e la plural (fętę „fată” – fęte „fete”), iar la Žei̯ân -a cu -e: fęta (nearticulat) – fęte[44].
- Neutrele în -o, de origine croată, au această desinență și la plural.

Declinarea este mai analitică decât în română, genitiv-dativul formându-se în general cu lu antepus, substantivul putând fi nearticulat sau articulat hotărât: fil’u lu țesåru „fiul împăratului”, spure lu fråț „le spune fraților”, cuvintę i̯e lu mul’ęre „îi spune el soției”. În graiurile din sud, lu se folosește și la feminin, dar în Žei̯ân, la feminin se folosește le (le mul’åre), și acolo mai trăiește și forma sintetică mulʼerlʼei̭. La genitiv, înaintea lui lu/le se folosește a, în sud uneori, în Žei̯ân sistematic: filʼu a lu crålʼu „fiul regelui”. A se folosește singur la genitivul substantivelor neutre de origine croată: a srebro „al/a/ai/ale argintului”.

#### Articolul
Articolul nehotărât are la nominativ-acuzativ forme deosebite de ale numeralului cardinal:
- La masculin singular, în sud, forma este un: un måre codru „un munte mare”.
- La masculin singular, la Žei̯ân, forma este ân, având și formele -u (ânr-u loc „într-un loc”) și -ŋ (popi po-ŋ ɣlåž de vir „a bea câte un pahar de vin”). Are și formă de genitiv-dativ: urvę „unui”[44].
- La feminin singular, forma este o, la Žei̯ân cu forma de genitiv-dativ urlʼę „unei”.

Articolul hotărât are aceleași forme ca în română, doar că „-u-”, vocala de legătură a articolului românesc „-l”, a devenit ea însăși articol: scåndu vs. „scaunul”, iar la neutrul plural terminat cu -re -e-ul cade: pičore – pičorle „picioarele”, zidure – zidurle „zidurile”.
Substantivele neutre cu desinența -o se folosesc fără articol.
Opoziția substantiv cu articol hotărât vs. substantiv cu articol nehotărât a slăbit, articolul hotărât fiind folosit și acolo unde în română se folosește articolul nehotărât. Astfel furåt-a åcu poate însemna și „a furat acul”, dar și „a furat un ac”. În graiul din Žei̯ân, desinenței „-ă” din română a femininului singular al substantivelor îi corespunde -a, prin urmare formele articulată și nearticulată se confundă: fęta poate însemna atât „fata”, cât și „fată”: čåsta fęta če s-av asęra facut „fata asta care s-a născut aseară” vs. ali fęta ali fečor „sau fată, sau băiat”.

#### Adjectivul
Sub influența croatei, unele adjective au și formă de neutru, cu desinența -o (bur, burę, buro „bun, bună”), altele nu: tirer, tirerę „tânăr, tânără”. Exemplu cu adjectiv la neutru: i̭åle buro cuhęi̭t-a si muŋcåt-a „ele au gătit și au mâncat ceva bun”.
O particularitate a istroromânei este aplicarea terminației -(i)le (care conține articolul hotărât -le) ca marcă de masculin singular pentru adjective: do talii̯anskile rat „până la războiul cu Italia”, totile ånu „tot anul”.
Gradul comparativ de superioritate se formează ca în română, cu mai̯ neaccentuat, dar superlativul relativ de superioritate cu mai̯ accentuat: mái̯ mare „cel/cea mai mare”. Comparația se construiește cu conjuncția de sau corespondenta ei din croată, nego: mai̯ mușåt de/nego mire „mai frumos decât mine”.

#### Numeralul
Această parte de vorbire este foarte puternic influențată de croată, fiind moștenite numai formele numeralelor cardinale de la 1 la 8, 10 și 1.000.
Numerale cardinale:
1 ur (masc.), urę (fem. în sud), ura (fem. în Žei̯ân), uro (neutru). Aceste forme sunt diferite de cele ale articolului nehotărât, dar în Žei̯ân există aceleași forme de genitiv-dativ ca la articol : urvę „unui” și urlʼę „unei”.
2 doi̯ (masc.), do (fem.)
3 trei̯
4 patru
5 činč, ținț (în Sușńevițę)
6 șåse
7 șåpte
8 opt (în Žei̯ân), osân (în Sușńevițę), osâm (în celelalte sate din sud)
9 devet
10 zęče (în sud), deset (comun)
11 i̯edânai̯st
12 dvanai̯st
13 trinai̯st
20 dvadeset
21 dvadeset și ur
30 trideset
100 sto
200 dvisto
1.000 miľe, mil’år (din dialectul venețian), tisut″ (din croată, în Žei̯ân), tå(v)žânt (din limba germană, în Žei̯ân)
Numerale ordinale:
I pârvi (masc.), pârvę (fem., în sud), pârva (fem., în Žei̯ân), pârvo (neutru)
II doi̯le (masc.), dova (fem.), dovo (neutru)
III trei̯le (masc.), trei̯a (fem.), trei̯o (neutru)

#### Pronume

##### Pronumele personal
Formele pronumelor personale:
| Persoană | Persoană | Nominativ | Dativ            | Dativ                                                            | Acuzativ         | Acuzativ                                |
| Persoană | Persoană | Nominativ | forme accentuate | forme neaccentuate                                               | forme accentuate | forme neaccentuate                      |
| -------- | -------- | --------- | ---------------- | ---------------------------------------------------------------- | ---------------- | --------------------------------------- |
| I sg.    | I sg.    | i̯o        | mii̯e             | âmń-, mń- (în sud), âm, âmi̯-, mi̯- (în Žei̯ân), mi m-, -m (comune) | mire             | me, m-, -m                              |
| II sg.   | II sg.   | tu        | ții̯e             | âți̯-, ți̯- (în Žei̯ân), âț, ți, ț-, -ț (comune)                    | tire             | te, t-                                  |
| III sg.  | masc.    | i̯e        | (a) lui̯          | âľ, ľ-, -ľ, ľi                                                   | i̯e               | âl, l-, -l                              |
| III sg.  | fem.     | i̯å        | (a) ľei̯          | âľ, ľ-, -ľ                                                       | i̯å               | o, vo                                   |
| I pl.    | I pl.    | noi̯       | (a) no           | ne, na, n-, ni                                                   | noi̯              | ne, na, n-                              |
| II pl.   | II pl.   | voi̯       | (a) vo           | ve, va, v-, vi                                                   | voi̯              | ve, va, v-                              |
| III pl.  | masc.    | i̯eľ       | (a) lor          | le (în sud), la (în Žei̯ân), l- (comună)                          | i̯eľ              | ľ-                                      |
| III pl.  | fem.     | i̯åle      | (a) lor          | le (în sud), la (în Žei̯ân), l- (comună)                          | i̯åle             | le (în sud), la (în Žei̯ân), l- (comună) |

Observații:
- Formele accentuate precedate de a și cele neaccentuate na, va se folosesc în Žei̯ân.
- Formele accentuate de dativ și de acuzativ pot fi folosite fără corespondentele lor neaccentuate: i̯eľ-a mii̯e zis ke… „ei mie mi-au zis că…”, tire am clʼemåt „pe tine te-am chemat”.

Alte exemple în propoziții: i̭elʼ le ganescu „ei le vorbesc (lor)”, la ziče „le zice (lor)”, lʼ-a vezut „i-a văzut”.

##### Pronumele reflexiv
Formele pronumelui reflexiv:
| Dativ            | Dativ              | Acuzativ         | Acuzativ           |
| formă accentuată | forme neaccentuate | formă accentuate | forme neaccentuate |
| ---------------- | ------------------ | ---------------- | ------------------ |
| sii̯e             | âș(i̯), -ș          | sire             | se, s-             |

Exemple în propoziții: i̭elʼ vút-a åsiri cu sire „ei aveau măgari cu sine”, omiri åv âș ńivele zapustit „oamenii și-au părăsit câmpurile”.

##### Pronumele-adjectiv posesiv
Formele pronumelor-adjective posesive sunt destul de diferite în funcție de graiurile principale.
În graiurile din sud:
| Posesor(i) | Posesor(i)                 | Obiect(e) posedat(e) | Obiect(e) posedat(e) | Obiect(e) posedat(e) | Obiect(e) posedat(e) | Obiect(e) posedat(e) |
| Posesor(i) | Posesor(i)                 | Masculin singular    | Neutru               | Feminin singular     | Masculin plural      | Feminin plural       |
| ---------- | -------------------------- | -------------------- | -------------------- | -------------------- | -------------------- | -------------------- |
| Persoana   | I singular                 | me                   | mevo                 | mę                   | melʼ                 | męle                 |
| Persoana   | a II-a singular            | te                   | tevo                 | tę                   | telʼ                 | tęle                 |
| Persoana   | I plural                   | nostru               | nostro               | nostrę               | noștri / nostri      | nostre               |
| Persoana   | a II-a plural              | vostru               | vostro               | vostrę               | voștri / vostri      | vostre               |
| Persoana   | a III-a singular și plural | se                   | se                   | sę                   | selʼ                 | sęle                 |

În graiul din Žei̯ân:
| Posesor(i) | Posesor(i)                 | Obiect(e) posedat(e) | Obiect(e) posedat(e) | Obiect(e) posedat(e) | Obiect(e) posedat(e) | Obiect(e) posedat(e) |
| Posesor(i) | Posesor(i)                 | Masculin singular    | Neutru               | Feminin singular     | Masculin plural      | Feminin plural       |
| ---------- | -------------------------- | -------------------- | -------------------- | -------------------- | -------------------- | -------------------- |
| Persoana   | I singular                 | a mev                | a mevo               | a mę / a må          | a melʼ               | a męle               |
| Persoana   | a II-a singular            | a tev                | a tevo               | a tę / a tå          | a telʼ               | a tåle               |
| Persoana   | I plural                   | a nostru             | a nostro             | a nostra             | a noșt″i             | a nostre             |
| Persoana   | a II-a plural              | a vostru             | a vostro             | a vostra             | a voșt″i             | a vostre             |
| Persoana   | a III-a singular și plural | a sev                | a sevo               | a så                 | a selʼ               | a såle               |

Observații:
- Formele nostri și vostri sunt specifice pentru graiul din Sușńevițę.
- Aceleași forme se folosesc și ca pronume, și ca adjective posesive, deci și în Žei̯ân, chiar dacă formele sunt cu a, ele se folosesc și ca adjective.
- Adjectivul este antepus, sub influența limbii croate: a mev nono „bunicul meu”.
- Și aceste pronume se pot declina ca substantivele, cu lu/le: lu nostru (genitiv-dativ). La Žei̯ân sunt și forme sintetice de genitiv-dativ: a melʼę sore „surorii mele”, če-i̭ a melvę om? „ce-i cu bărbatul meu?” (literal „ce este omului meu?”)[44].
- Posesorul/posesorii de persoana a III-a se poate/pot exprima și prin pronumele personal de aceeași persoană la genitiv : (a) lui̯ „(al/a/ai/ale) lui”, (a) ľei̯ „(al/a/ai/ale) ei”, (a) lor „(al/a/ai/ale) lor”.

##### Pronumele-adjectiv demonstrativ
Pentru apropiere, formele pronumelui-adjectiv demonstrativ sunt:
- în sud: čâsta (masc. sg.), čâstę (fem. sg.), čeșt″i (masc. pl.), čâste (fem. pl.), dar în Sușńevițę țâsta, țâstę, țeșt″i, țâste;
- în Žei̯ân: čåsta, česta, čeșt″i, čåste.

Formele de depărtare:
- în sud: čâla/čela, ča/čå, čelʼ, čale/čåle/čâle, în Sușńevițę țâla/țela, ța/țå, țelʼi, țale/țåle/țâle;
- în Žei̯ân: (a)čela, (a)čå/(a)ča, (a)čelʼ, (a)čåle/(a)čale.

Genitiv-dativul se formează în general analitic (exemplu lu ța „acelei”), dar în Žei̯ân sunt și forme sintetice: čestvę „acestui(a)”, čeșt″ę „acestei(a)”, čestorę „acestor(a)”.
Exemplu în propoziție: Čåsta-i̯ me prii̯åtel’ „Acesta e prietenul meu”.
În general, adjectivul demonstrativ este antepus, sub influența croatei: čâsta fečor, čâstę cåsę. Dacă este folosit cu substantivul articulat hotărât, adjectivul demonstrativ de depărtare are valoare de articol demonstrativ: čela betâru čåi̭e „tatăl cel bătrân, bunicul”.

##### Pronumele interogativ-relativ
Pronumele interogativ-relativ čire „cine” (țire în Sușńevițę) are genitivul-dativ cui̭ (a cui̭ în Žei̯ân): čire-i̭ ånča? „cine-i aici?”, a cui̭ ai̭ ačå dåt? „cui i-ai dat aceea?”, Lu cui̭ i̭ești tu, fęta? „A cui ești tu, fato?”, țire su åt i̭åma såpę ke vo scopę su sire „cine sapă groapa altuia cade el în ea” (literal „… s-o sape sub el însuși”).
Pronumele če are forma țe în Sușńevițę. În graiurile din sud se folosește și neaccentuat, ca particulă interogativă, pierzându-și sensul originar: če nú știi̭? (accentul pe cuvântul de negație) „(oare) nu știi?”
Pronumele corespunzător românescului care are forme după gen și număr: cårle/cåre/care (masc. sg.), cåra/cårę (fem. sg.), cåro (neutru), cårlʼi/carlʼi/cåri/cari (plural). În Žei̯ân sunt și forme de genitiv-dativ: carvę „cărui(a)”, carlʼę „cărei(a)”, carorę „căror(a)”. Exemple în sintagme: cârstii̭ånu cåre vire „omul (literal „creștinul”) care vine”, žensca cåra virit-a „femeia care a venit”, våčile cåri dåvu bur låpte „vacile care dau lapte bun”.

##### Pronumele și adjectivul nehotărât
Numeralul ur, urę/ura, uro (neutru) este și pronume nehotărât („unul, una”) : ur lu åt „unul altuia”.
Alte cuvinte nehotărâte sunt:
- nușcarle/nușcårle, nușcara, nușcarlʼi „cineva” (la singular), „unul, una, unii, unele (oarecare)”, „careva”: nușcarlʼi cu måkina žńescu „unii seceră cu mașina”, nușcarle brec „careva câine”;
- saki/såki cu varianta sakile/såkile (masc.), saca/såca (fem.) „fiecare, oricare, orice (fel de)”: saki cârsti̭ån „fiecare om”, såkile ån „(în) fiecare an”, saca domaręța „(în) fiecare dimineață”;
- corespondentul lui „tot, toată, toți, toate”:

– în sud: tot(u), totę „toată”, tot (neutru), toț, tote: tota nopta „toată noaptea”, toț omiri „toți oamenii”;
– în Žei̯ân: tot(ile), tota, tot, toț, tote: totile pemintu „tot pământul”, i̭uva-i̭ tot a mevo puso? (cu forma de neutru) „unde e pus tot ce-i al meu?”;
- vrun, vro cu varianta vrur, vrurę „vreun, vreo”: ț-ai̭ aflåt vro fętę? „ți-ai găsit vreo fată?”, vrurę de i̭åle „vreuna din ele”.

Cu particula nușt″u (provenind de la nu știvu „nu știu”) + pronume interogative, se formează locuțiuni pronominale nehotărâte ca nușt″u čire „cineva”, nușt″u če „ceva” etc.
Pronumele-adjectiv åt/åtu/åtile „alt(ul)”, åtę/åta „altă, alta”, åto (neutru), ålʼț „alți(i)”, åte „alte(le)”: åtile ɣlås „alt glas”, ur lu åt „unul altuia”.
Observații despre acest pronume-adjectiv:
- În Žei̯ân are și formele de genitiv-dativ atvę „altui(a)”, atlʼę „altei(a)”, atorę „altor(a)”: ur atvę „unul altuia”.
- Precedat de pronumele demonstrativ de depărtare, acest cuvânt formează corespondentele românescului „celălalt” etc. : čela åt pičor „celălalt picior”, čela åtu „celălalt” (pronume).
- Forma de neutru åto are sensul „altceva”: ni cârbur ni åto „nici cărbune, nici altceva”. Acest sens îl mai exprimă și cu cuvinte nehotărâte sau negative antepuse: țevå åto „altceva”, niș åto „nimic altceva”.
- Cu cuvântul nușcårle se formează locuțiunea nușcårle åt „altcineva”.
- Folosit după pronumele personale noi̭ și voi̭, exprimă opoziția față de celelalte persoane: noi̭ ålʼț (calc după sintagma italienească noi altri).

##### Pronumele și adjectivul negativ
Ničur, ničo „niciun, nicio” este adjectiv și pronume negativ. Forma sa de masculin se folosește și cu sensul „nimeni”, care are forma de genitiv-dativ lu ničur „nimănui” în sud și ničurvę în Žei̯ân.
Corespondentul lui „nimic” este niș (nis la Sușńevițę): tu n-åri frikę nis „tu să n-ai frică de nimic”, niș tâmno „nimic rău”.

#### Verbul

##### Diateze
Și în istroromână verbul poate fi la diatezele activă, reflexivă sau pasivă. În graiurile din sud, pe lângă pasivul cu verbul auxiliar fi, mai există și o construcție calc după italiană, cu verbul veri/viri „a veni”: våca virit-a uțisę „vaca a fost ucisă”.

##### Aspecte
Istroromâna a adoptat de la croată exprimarea ca în aceasta din urmă, pe de o parte a aspectului verbal imperfectiv și a modului de acțiune iterativ (acțiune repetată), pe de altă parte a aspectului perfectiv și a modului de acțiune  incoativ (începutul acțiunii). Cât despre formele temporale trecute, imperfectul, care exprimă implicit și imperfectivul/iterativul, a dispărut aproape total. Perfectul compus, care exprima implicit perfectivul/incoativul, există, dar în istroromână, la această formă, verbul poate fi imperfectiv/iterativ sau perfectiv/incoativ. Exprimarea acestor aspecte s-a extins și la alte forme verbale. Exemplu la perfect compus:
m-a tunče bușnit „atunci mă săruta” (iterativ) vs. i̯el’ s-a pozdravit și s-a pobușnit „ei s-au salutat și s-au sărutat” (perfectiv).
Aspectele și modurile de acțiune se exprimă mai ales prin lipsa, respectiv prezența unui prefix. Dintre acestea, câteva sunt romanice (a-, ân-/âm-, dis-), majoritatea fiind slave: do-, iz-, na-/ne-, o(b)-, po-, pre-, pri-, ras-/res-, s-, za-/ze-. Perechi de verbe de aspecte diferite:
- durmi „a dormi” (imperfectiv/iterativ) – zâdurmi/zedurmi „a adormi” (incoativ);
- tal’å „a tăia” (imperfectiv/iterativ) – potal’å „a tăia de tot” (perfectiv);
- viså „a vedea în vis” (imperfectiv/iterativ) – ânviså „a-i apărea în vis” (incoativ).

Opoziția de aspect se mai exprimă și prin perechi de sinonime, verbul imperfectiv/iterativ fiind romanic, iar cel perfectiv/incoativ – slav:
- av muŋcåt pâr la tot poi̭dit-a „a mâncat până a terminat tot” (literal „a mâncat până a mâncat tot”);
- se bęi̭e cafe „se bea cafea” (iterativ) – popę cafelu! „bea cafeaua!” (perfectiv)[44].

Iterativul se poate exprima prin sufixele -ęi̭ și -vęi̭, de origine slavă. Acestea se pot adăuga
- unor verbe imperfective/iterative (en vęra cântåt-am „vara cântam” vs. țâsta pul’ a våvic cantavęi̭t „pasărea asta cânta mereu”) sau
- unora devenite incoative prin prefixare: zâdurmi „a adormi” – zâdurmivęi̭ „a adormi de obicei”.

##### Moduri și timpuri
Modurile personale folosite în istroromână sunt indicativul, condițional-optativul și imperativul.
La indicativ sunt practic trei timpuri: prezent, perfect compus și viitor, care se formează analog cu cele din română. Perfectul simplu și mai mult ca perfectul au dispărut complet, iar imperfectul aproape complet, având vestigii în graiurile din sud. Se formeză diferit de cel românesc, de la infinitiv, desinențele fiind precedate de semivocala de legătură -i̭-: lucråi̭am „lucram”, fațęi̭ai „făceai”, avzii̭a „auzea”.
Condițional-optativul are timpurile prezent, perfect și, spre deosebire de română, viitor. Cel prezent se formează cu verbul auxiliar (v)rę „a vrea”. Cel perfect se poate forma cu fi + participiul verbului cu sens lexical deplin, ca în română, sau cu fost + infinitivul: ręș fi cântåt sau ręș fost cântå „aș fi cântat”. Condițional-optativul viitor are formă sintetică, provenind din futurum exactum, viitorul anterior latinesc, și având uneori aceeași valoare. Se folosește precedat de conjuncții ca se „dacă”, când, pâr la ke (nu…) „până ce/când (nu)”: când tot fure gotova, i̭e va veri „când totul va fi gata, el va veni”, neca nu rasclʼidu pâr la ke nu i̭å verire „să nu deschidă (ei) până ce ea nu va fi venit”.
Conjunctivul ca formă sintetică s-a păstrat numai la verbul fi (fivu, fii̭i, fii̭e, fim, fiț, fivu), iar la celelalte verbe se exprimă ca în croată, analitic, cu verbul la indicativ precedat de conjuncția se sau sinonimul acestuia din croată, neca. Conjunctivul trecut lipsește.
Imperativul este analog cu cel din română, dar are și formă de persoana I plural. Cu desinența excepție -o, în afară de viro! „vino!”, mai este și ådo! „adu!”
Modurile nepersonale din istroromână sunt infinitivul, gerunziul și participiul. Spre deosebire de română, infinitivul se folosește fără a, iar forma sa lungă nu se folosește. Are numeroase valori verbale, unele specifice, de exemplu de gerunziu: åflu fętę durmi „o găsesc pe fată dormind”. Gerunziul are sufixul -nda și este rar folosit. Supinul a dispărut, fiind înlocuit de infinitiv: åto n-åv avut de bę „altceva nu avea de băut”.

##### Conjugare
În istroromână există patru clase de conjugare moștenite, analoge cu cele din română, plus încă una sau trei (în funcție de interpretare) pentru împrumuturi și creații noi:
Exemple de conjugare (vocalele accentuate sunt cele cu diacritic deasupra):
Infinitiv:
| scapå „a scăpa” | țirę́ „a ține” | fåče „a face” | avzí „a auzi” | cuhę́i̭ „a fierbe, a găti” |

Indicativ prezent:
| scåpu  | țíru  | fåc   | åvdu  | cuhéscu |
| scåpi  | țíri  | fåči  | åvzi  | cuhéști |
| scåpę  | țire  | fåče  | åvde  | cuhę́    |
| scapån | țirén | fačén | avzín | cuhę́i̭n  |
| scapåț | țiréț | fačéț | avzíț | cuhę́i̭ț  |
| scåpu  | țíru  | fåcu  | åvdu  | cuhéscu |

În Žei̯ân, persoana I plural are desinența -m (vedém etc.), iar la verbele de tipul cuhę́i̭, forma de pers. I sg. și III pl. este cuhés, cea de pers. II sg. – cuhéș.
Indicativ trecut:
- cu auxiliarul postpus:

| scapåt țirút facút avzít cuhę́i̭t | -am -ai̭ -a (în sud), -av (în Žei̯ân) -an (în sud), -am (în Žei̯ân) -aț -a (în sud), -av (în Žei̯ân) |

- cu auxiliarul antepus, cu variante în funcție de grai, de accentuarea sau neaccentuarea auxiliarului, de legarea sau nelegarea acestuia de un cuvânt învecinat, de prezența sau absența pronumelui subiect și de accentuarea sau neaccentuarea acestuia:

| åm / i̭ó am / i̭o-m åi̭ / tú ai̭ / tu-i̭ å / åv / i̭é a / i̭é av ån / åm / nói̭ an / nói̭ am åț / vói̭ aț å / åv / i̭él’ a / i̭él’ av | scapåt țirút facút avzít cuhę́i̭t |

De cele mai multe ori, auxiliarul este postpus. La persoana întâi, auxiliarul poate fi folosit singur pentru a evita repetarea participiului: – Åi̭ tu strilit? – Åm. „– Ai tras (cu pușca)? – Am tras.”
Indicativ viitor:
- cu auxiliarul antepus:

| voi̭ ver va / vå ren (în sud), rem (în Žei̯ân) veț vor | scapå țirę́ fåče avzí cuhę́i̭ |

După unele cuvinte se folosesc forme scurte ale auxiliarului, legate de cuvântul precedent: ț-oi̭ fåče „ți-oi face”,  i̭o-i̭ spure „eu voi spune”, če-r âŋ codru fåče? „ce vei face în pădure?”, tu n-er nicat fi påmetân „tu nu vei fi niciodată deștept”.
- cu auxiliarul postpus:

| scapå țirę́ fåče avzí cuhę́i̭ | -voi̭ -ver -va -ren, -rem -veț -vor |

Condițional prezent:
| ręș ręi̭ rę ręn (în sud), ręm (în Žei̯ân) ręț rę | scapå țirę́ fåče avzí cuhę́i̭ |

Condițional trecut:
- cu fi:

| ręș ręi̭ rę ręn / ręm ręț rę | fi | scapåt țirút facút avzít cuhę́i̭t |

- cu fost:

| ręș ręi̭ rę ręn / ręm ręț rę | fost | scapå țirę́ fåče avzí cuhę́i̭ |

Condițional viitor:
| scapår   | țirúr   | facúr   | avzír   | cuhę́i̭r   |
| scapåri  | țirúri  | facúri  | avzíri  | cuhę́i̭ri  |
| scapåre  | țirúre  | facúre  | avzíre  | cuhę́i̭re  |
| scapårno | țirúrno | facúrne | avzírno | cuhę́i̭rno |
| scapåreț | țirúreț | facúreț | avzíreț | cuhę́i̭reț |
| scapåru  | țirúru  | facúru  | avzíru  | cuhę́i̭ru  |

Imperativ:
| scåpę  | țíre  | fę́    | –     | cúhę   |
| scapån | țirén | fačén | avzín | cuhę́i̭n |
| scapåț | țiréț | fačéț | avzíț | cuhę́i̭ț |

Gerunziu:
| scapânda | țirânda | facânda | avzínda | cuhę́inda |

#### Prepoziția
O serie de prepoziții sunt romanice: ân „în”, (â)ntru „în”, de „de, despre”, din/diŋ „din, după (virít-a diŋ cårne „a venit după carne”)”, la „la”, pre „pe”. Altele sunt împrumuturi din croată, folosite de obicei cu substantive împrumutate și declinate ca în croată: poi̭di na salåtu „a mânca (ceva) ca salată”. Unele prepoziții croate formează locuțiuni împreună cu prepoziții romanice: namesto de „în loc de”, i̭elʼ fost-a ocoli de foc „ei erau în jurul focului”.

#### Conjuncția
Și printre conjuncții sunt unele romanice moștenite (și, ke „că”), unele romanice împrumutate din italiană (ma „dar”, perke „pentru că”, se „dacă”), altele croate: ali „sau”, neca „ca să”, nego „decât”.

### Sintaxă
Și sintaxa istroromânei prezintă influențe ale limbii croate.

#### Grupul nominal
Sub influența croatei, în grupul nominal, topica este în general determinant sau/și atribut adjectival + substantiv (a mev nono „bunicul meu”, čâsta fečor „acest băiat”, o musåtę fętę „o fată frumoasă”), dar sunt și exemple contrare: betâr om nu pote sau omu betâr nu pote „omul bătrân nu poate”. Dacă substantivul este determinat de mai multe cuvinte, toate acestea pot fi antepuse, de exemplu în propoziția
čâsta lui̭ zelen mižol i̭e pre scånd „acest pahar verde al lui e pe masă”, dar mai sunt și alte două variante de topică a grupului nominal:
čâsta lui̭ mižol zelen și
čâsta zelen mižol lui̭ .

#### Propoziția
Propoziția interogativă se distinge în general prin intonație, dar există și particule specifice care o marchează, če în graiurile din sud și â în Žei̯ân: Če tu ganești vlåșki? „Vorbești vlăhește?”, Â tu cuvinți žei̭ånski? „Vorbești jeiănește?”.
Pentru negație se folosesc două cuvinte. Nu servește la negarea verbului (nu me abåte! „nu mă bate!”), iar ne este folosită fără verb, în calitate de cuvânt propoziție sau pentru a opune un termen altuia: Gianni dåt-a listu lu Mario, ne libru „Gianni i-a dat scrisoarea lui Mario, nu cartea”.
Față de română, în propoziția istroromână topica este foarte liberă.
Componentele timpurilor verbale compuse nu sunt plasate totdeauna unul lângă altul. De exemplu, între auxiliar și verbul cu sens lexical poate fi plasat:
- grupul subiectului: Cân s-a męle sorâr pogovaręi̭t „Când surorile mele au vorbit între ele”[52];
- grupul complementului direct: Url’e betâre ženske av tot čå dåt „A dat toate acestea unei femei bătrâne”[52];
- subiectul și complementul circumstanțial: Când rem noi̭ acåsa veri? „Când vom veni noi acasă?”[44]

Într-o propoziție cu trei părți, dintre care una este complement direct, topica poate fi subiect + predicat + C.D. sau C.D. + predicat + subiect. Dacă subiectul și C.D. sunt nume de animate, ambele la același număr, acuzativul nefiind marcat și C.D. nefiind anticipat sau reluat de pronumele personal corespunzător, sensul unei asemenea propoziții depinde de scoaterea în evidență a uneia sau alteia din părțile de propoziție prin accentuare și intonație. La citire, următoarele propoziții pot însemna:
Bovu ântręba åsiru „Boul îl întreabă pe măgar” sau „Măgarul îl întreabă pe bou”;
Maria pi̭ažę Gianni „Maria îl place pe Gianni” sau „Gianni o place pe Maria”.
Exemplu de propoziție mai complexă: De cârbur lemnu i̭e bur sakile „Pentru cărbuni e bun orice lemn”.
Sub influența limbii croate, istroromâna preferă construcția cu complement exprimat prin verb la infinitiv față de cea cu propoziție subordonată, atunci când ambele acțiuni au același subiect: vreț âl ântrebå? „vreți să-l întrebați?”, mę́re lucrå „merge să lucreze”.

## Lexic
După Narumov 2001, 65% din lexicul de bază al istroromânei este format din cuvinte moștenite din latină, iar în lista Swadesh de 110 cuvinte, 87% sunt de această origine. Câteva sunt specifice, neexistând în română (de exemplu cåi̭bę „colivie”), sau au (și) un sens specific: scånd „scaun” dar și „masă”, čęre „a cere” dar și „a căuta”.
Formarea cuvintelor prin derivare este slabă. Prefixele verbale au mai mult un caracter gramatical, formând verbe de perfective/incoative (vezi mai sus secțiunea Aspecte).
Există câteva sufixe lexicale, unele de origine romanică, altele slave, care formează:
- nume de ocupații: cârbunår, peclar „brutar”, școlån „școlar”;
- diminutive: porčič „purcel”, cåsițę „căsuță”.

Dintre toate limbile romanice orientale, istroromâna este cea mai permeabilă la influențele străine, mai ales în domeniul lexicului.
Cele mai multe împrumuturi provin din croată, mai ales din dialectul čakavian, dar și din limba standard. Unele împrumuturi au format perechi de sinonime cu cuvinte moștenite, apoi acestea și-au schimbat sensul. Astfel, s-a împrumutat verbul poșni „a începe”, iar verbul moștenit ânčepå a luat sensul „a începe consumarea a ceva” (exemplu: ânčepå pâra „a începe pâinea”); vęrde a luat sensul „crud”, cu sensul „verde” fiind folosit împrumutul zelen. Unele substantive au fost preluate împreună cu o prepoziție și cu forma cazuală cerută în croată de acea prepoziție: po svitu „prin lume”, na șetńu „la plimbare”, za večeru „de cină”.
Împrumuturi italiene (din dialectul venețian și din italiana standard) au intrat și direct, și prin filieră croată: alora „atunci”, i̭ardin „grădină”, i̭ardiner „grădinar”, oštarii̭a „ospătărie”, urdinęi̭ „a comanda”.
Cuvinte germane au intrat tot direct sau prin filieră croată: fråi̭er/fråi̭ar „tânăr, iubit, logodnic”, fruștikęi̭ „a lua micul dejun”, țucâr „zahăr”.
Nu toate împrumuturile se găsesc și în Žei̯ân, și în sud. Exemple:
| Română    | Istroromână    | Istroromână      |
| Română    | Graiul din sud | Graiul din Žei̯ân |
| --------- | -------------- | ---------------- |
| cer       | čer            | nebo             |
| oraș      | grad           | četåte           |
| păr, pară | per            | hrușva           |
| urs       | medvid         | urs              |
| luni      | ponedili̭âc     | lur              |
| vineri    | petâc          | virer            |

## Exemplu de text
| Istroromână | Română |
| --- | --- |
| Čåče nostru, carle ști ân čer, neca se spunę voli̯a a Tę, cum ân čer, așa și pre pemint. Pâra nostrę såca zi dę nam åstez. Odprostę nam dužan, ca și noi̯ odprostim a lu noștri dužnič. Neca nu ne Tu vezi ân napastovańe, neca ne zbaveșt de zvaca slabę. Amen. | Tatăl nostru care ești în ceruri, facă-se voia Ta, precum în cer, așa și pe pământ. Pâinea noastră cea de toate zilele dă-ne-o nouă astăzi. Și ne iartă nouă păcatele noastre, precum și noi iertăm greșiților noștri. Și nu ne duce pe noi în ispită, ci ne izbăvește de cel rău. Amin. |